# GAZ-46
Le GAZ-46 MAV était un véhicule amphibie produit par GAZ de 1953 à 1958. "MAV" est la contraction en russe de "voiture amphibie légère". 
Sa première mouture fut nommée GAZ-011, basée sur châssis de GAZ-67, puis GAZ-46, sur châssis de GAZ-69. Leurs  carrosseries non-blindées et dépourvues d'armement étaient copiées sur le Ford GPA, véhicule amphibie créé à partir de la  Willys Jeep.

## Histoire et  caractéristiques techniques
Le GAZ-46 MAV était une copie après-guerre de la Ford GPA. Son poids était supérieur (1 850 kg contre 1 647 kg), sa vitesse sur route inférieure (90 km/h contre 105 km/h). Il  avait une longueur de 4 930 mm, une largeur de 1 900 mm, une hauteur de 1 770 mm. Il pouvait transporter deux hommes à l'avant et trois à l'arrière (contre 1 soldat à l'avant, 3 à l'arrière pour le GPA).
Sa fabrication fut lancée en juin 1951 sous le nom de GAZ-011, pour une production finale de soixante-huit exemplaires. Cet engin  présentant des défauts, son amélioration __ pour ne pas dire sa totale refonte__ fut entreprise, et aboutit au GAZ-46, dont la production démarra en 1953 et s'arrêta en 1958. 
Le moteur du GAZ-46 était un quatre cylindres de 55 ch à 3 600 tr/min. 
L'autonomie du véhicule était de 500 km. Une hélice à trois  pales lui permettait une vitesse sur l'eau de 9 km/h,.
Sa production cessa par manque de capacité industrielle, et par la faible demande dont il faisait l'objet. Le nombre d'engins produit semble inconnu.